# Neoxorides varipes
Neoxorides varipes är en stekelart som först beskrevs av Holmgren 1860.  Neoxorides varipes ingår i släktet Neoxorides och familjen brokparasitsteklar. Enligt den finländska rödlistan är arten nationellt utdöd i Finland. Arten är reproducerande i Sverige. Artens livsmiljö är skogar. Utöver nominatformen finns också underarten N. v. niger.